# Socha Knířovské madony
Socha Knířovské madony se nachází v historickém centru Vysokého Mýta v okrese Ústí nad Orlicí v Pardubickém kraji, kam byla přemístěna ze svého původního stanoviště u cesty, která směřovala z Vysokého Mýta do poutního kostela Zvěstování Panny Marie v Knířově. Socha je zapsána na Ústředním seznamu kulturních památek České republiky pod číslem 35783/6-4024 a je součástí Městské památkové zóny Vysoké Mýto, vyhlášené v roce 1990.

## Umístění a historie památky
Socha stojí v nejvýchodnějším výběžku náměstí Vaňorného na menším zatravněném prostranství mezi renesanční zvonicí a gotickým kostelem svatého Vavřince. Na náměstí Otmara Vaňorného a v jeho nejbližším okolí je soustředěno velké množství cenných památek, mezi něž se počítá i socha Knířovské madony. Příkladná péče o tento veřejný prostor byla důvodem, že zmíněné náměstí reprezentovalo Pardubický kraj v celostátní soutěži o titul Památka roku 2017, přičemž Vysoké Mýto se zároveň ucházelo o titul Historické město roku 2017.

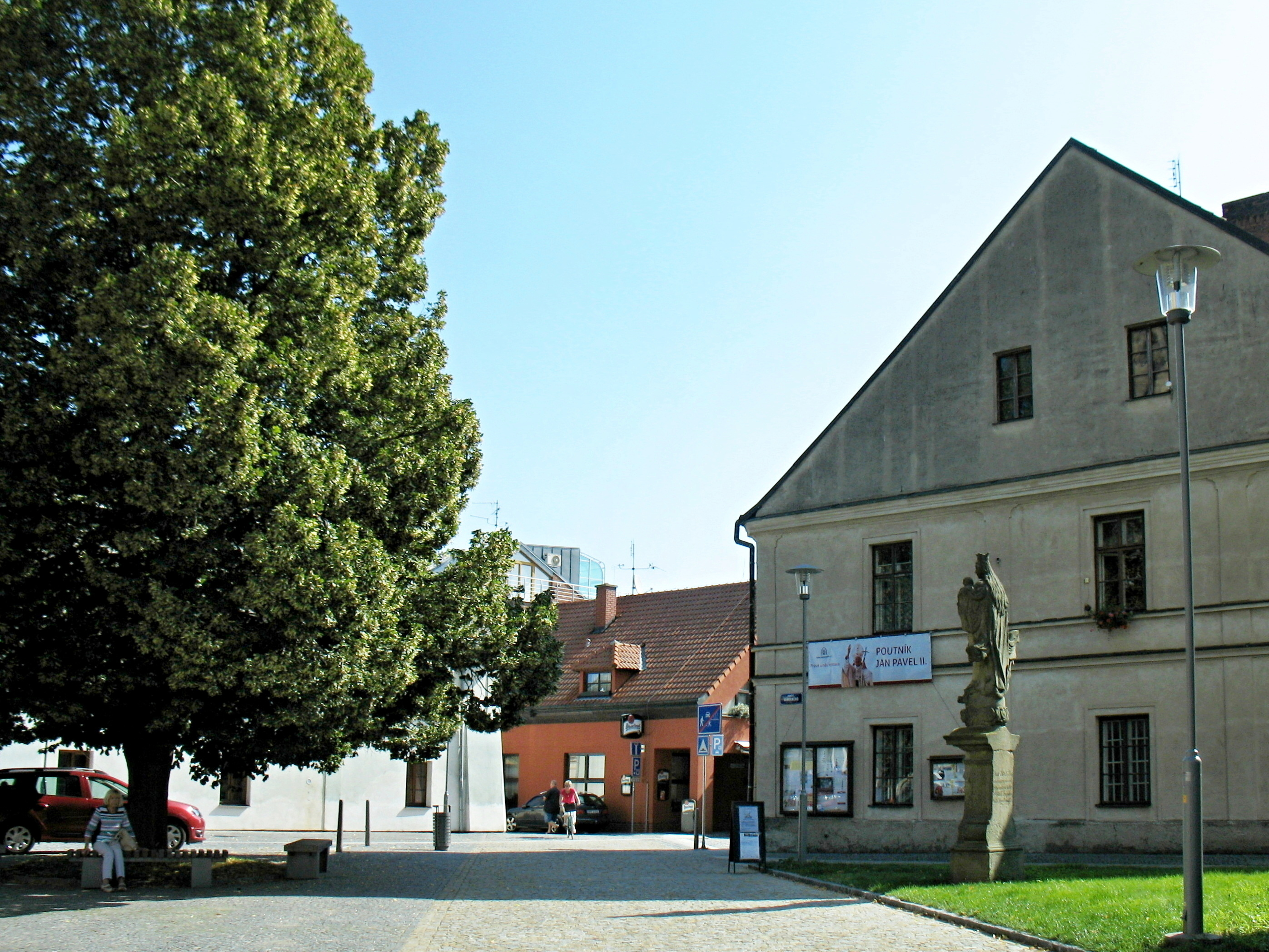
Veřejné prostranství se sochou

Socha Panny Marie Knířovské je cenná především jako doklad úrovně sochařsko-kamenické tvorby v regionu východních Čech v období první čtvrtiny 19. století. Z hlediska slohu je socha klasicistní, avšak s ukázkami přetrvávajících pozdně barokních forem. Ve spodní části sochy je hranolový sokl s vysokou patkou. Stěny soklu jsou zdobeny rostlinným a penízkovým ornamentem. Na zadní straně podstavce je nápis: „KE CTI RODIČKY BOŽJ / A NA ZNAMENJ VDĚČNOSTJ / POSTAWENA TATO STATUE / OD CTITELŮ MARJANSKÝCH / DNE 10.RZJNA ROKU 1816/".
Na vrcholu podstavce je umístěna zeměkoule, nesená okřídlenými hlavičkami andílků. Na zeměkouli stojí Knířovská madona s korunou na hlavě a na levé ruce drží Ježíška. Po stranách jí vlají cípy dlouhého roucha a kolem jejích nohou se obtáčí had, který má hlavu položenou na zeměkouli. Jako předloha sochy posloužil oltářní obraz z knířovského kostela, avšak zpodobnění Panny Marie je v případě tohoto díla až nezvykle hrubší a rustikálnější, než tomu u podobných soch obvykle bývá.